# Erebouni (district)
Pour l’article homonyme, voir Erebouni.
Erebouni (en arménien Էրեբունի) est un des douze districts d'Erevan, la capitale de l'Arménie. C'est dans ce district que se trouvent les vestiges de l'ancienne forteresse urartéenne d'Erebouni, à l'origine de la ville.

## Situation
D'une superficie de 4 841 hectares, il est situé au sud-est de la ville. Sa population en 2009 est de 120 100 habitants.
Une des trois bases aériennes de la force aérienne arménienne s'y trouve.

## Administration
Le district est divisé en six quartiers : Erebouni, Nor Arech, Sari Tagh, Vardachen, Muchavan et Verin Jrachen.